# Clyde (Californië)
Clyde is een plaats in Contra Costa County in Californië in de VS.

## Geografie
Clyde bevindt zich op 38°1′36″Noord, 122°1′46″West. De totale oppervlakte bedraagt 0,4 km² (0,1 mi²), wat allemaal land is.

## Demografie
Volgens de census van 2000 bedroeg de bevolkingsdichtheid 1914,0/km² (4944,0/mijl²) en bedroeg het totale bevolkingsaantal 694 als volgt onderverdeeld naar etniciteit:
- 81,56% blanken
- 1,15% zwarten of Afrikaanse Amerikanen
- 0,29% inheemse Amerikanen
- 6,92% Aziaten
- 0,29% mensen afkomstig van eilanden in de Grote Oceaan
- 4,32% andere
- 5,48% twee of meer rassen
- 11,38% Spaans of Latino

Er waren 267 gezinnen en 174 families in Clyde. De gemiddelde gezinsgrootte bedroeg 2,60.

## Plaatsen in de nabije omgeving
De onderstaande figuur toont nabijgelegen plaatsen in een straal van 8 km rond Clyde.